# 愛媛銀行
株式会社愛媛銀行（えひめぎんこう、英: The Ehime Bank, Ltd.）は、愛媛県松山市に本店を置く第二地方銀行。通称ひめぎん。店舗は愛媛県内を中心とする四国四県とその対岸の岡山県、広島県、大分県および大阪府と東京都に展開している。また、インターネット支店として「四国八十八カ所支店」を設けている。

## 概要
- 営業基盤は愛媛県を中心とし、「ふるさと銀行」として地域との関係を大切にしている第二地方銀行である。総預金総和5兆円を目指す。2020年6月から1年間、第二地方銀行協会の会長を愛媛銀行頭取の西川氏が務めていた。
- 創業以来、「思いやり」「相互扶助」の無尽の精神を受け継ぎ、銀行業務を中核に、4社のグループ企業を所有している。
- 愛媛県の基盤産業である海運・造船業には古くから積極的に支援してきたことから、海運業界に強い銀行とされ、事業性貸出先の約4割を海運・造船業が占める[3]。ほか、農業系ファンドへの取り組みは地方銀行の中では先進的である。また、日本政策金融公庫、山口フィナンシャルグループ、SBIグループなど外部機関との連携による金融プラス1戦略を標榜している。また、地盤である愛媛県内全ての自治体と地方創生に関する連携協定を締結している。一方、2010年代以降の地銀再編の動きについては「独立独歩」[3]とみられ、山口フィナンシャルグループとの協定も資本を伴わない業務提携にとどまるほか、同県内の伊予銀行が主導する四国アライアンスにも参加していない[3]。

## 沿革
- 1915年（大正4年） - 東豫無尽蓄積株式会社設立（創業）。
- 1943年（昭和18年）3月 - 愛媛県内の無尽会社5社が合併して愛媛無尽株式会社設立。
- 1950年（昭和25年）12月 - 伊豫殖産無尽株式会社の営業譲受。
- 1951年（昭和26年）10月 - 相互銀行に転換、株式会社愛媛相互銀行に商号変更。
- 1960年（昭和35年）12月 - 松山市勝山町に本店社屋新築移転。日本銀行歳入代理店業務取扱開始。
- 1968年（昭和43年）12月 - 愛媛県収納代理店金融機関事務取扱開始。
- 1971年（昭和46年）4月 - 大阪証券取引所第2部に上場。
- 1972年（昭和47年）2月 - 大阪証券取引所第1部に上場。
- 1973年（昭和48年）1月 - 愛媛県指定代理金融機関事務取扱開始。
- 1975年（昭和50年）3月 - 外国為替公認銀行の認可取得。
- 1979年（昭和54年）
  - 2月 - 全銀データ通信システムに加盟。
  - 10月 - 全国相互銀行CDネットサービスに加盟。
- 1983年（昭和58年）4月 - 公共債の窓口販売業務開始。
- 1984年（昭和59年）8月 - 海外の銀行とコルレス業務開始。
- 1985年（昭和60年）12月 - 東京証券取引所第1部に上場。
- 1986年（昭和61年）6月 - 限定ディーリング業務開始。
- 1987年（昭和62年）6月 - フルディーリング業務開始。
- 1989年（平成元年）2月 - 普通銀行に転換し、株式会社愛媛銀行に商号変更。
- 1990年（平成2年）4月 - 香港駐在員事務所を開設。
- 1991年（平成3年）10月 - 松山市福音寺にひめぎん電算センターを新築。
- 1992年（平成4年）5月 - 新オンラインシステム「WINDS21」稼働。
- 1993年（平成5年）9月 - 信託代理店業務の取扱開始。
- 1998年（平成10年）
  - 10月 - 香港駐在員事務所を閉鎖。
  - 12月 - 投資信託窓口販売業務開始。
- 1999年（平成11年）
  - 3月 - 郵貯ATM・CD提携による相互利用開始。
  - 12月 - JAバンクえひめATM・CD提携による相互利用開始。
- 2000年（平成12年）10月 - 北温信用組合と合併。
- 2001年（平成13年）4月 - 保険窓口販売業務開始。
- 2002年（平成14年）
  - 1月 - 確定拠出年金運営管理業務の取扱開始。
  - 4月 - 個人インターネットバンキングサービス取扱開始。
  - 5月 - 新勘定系、情報系端末機全店稼働。
  - 10月 - 生命保険窓口販売業務開始。
- 2004年（平成16年）8月 - 投資事業有限責任組合えひめベンチャーファンド2004を設立。
- 2005年（平成17年）
  - 5月 - 証券仲介業務取扱開始。
  - 11月 - 法人インターネットバンキング取扱開始。
- 2006年（平成18年）11月 - 民間金融機関では国内初となる「えひめガイヤ成長産業化支援ファンド」設立（農業系ファンド）。
- 2007年（平成19年）
  - 1月 - 相互入金業務協議会に加盟する全国約390の金融機関との間でATMによる相互入金サービス「入金ネット」の取扱開始。
  - 7月 - ローソンATM提携。
- 2008年（平成20年）4月 - ひめぎんスタッフサポート株式会社（2018年10月解散）を設立。インターネット支店「四国八十八カ所支店」開設。
- 2011年（平成23年）11月 - イオン銀行ATM・CD提携による相互利用開始。
- 2012年（平成24年）5月 - ゆうちょ銀行とのATM相互入金取扱開始。
- 2013年（平成25年）
  - 2月 - イーネットとのATM利用提携開始。
  - 4月 - セブン銀行とのATM利用提携開始。
  - 7月 - 大阪証券取引所第1部上場廃止。
  - 8月 - 投資事業有限責任組合えひめベンチャーファンド2013を設立。
- 2014年（平成26年）9月 - えひめアグリファンド投資事業有限責任組合を設立。
- 2015年（平成27年）10月 - 法人向け事業保険の取扱開始。
- 2018年（平成29年）3月 - ゆうちょ銀行、ひめぎんリースと共同出資でえひめ地域活性化ファンドを設立。
- 2019年（平成30年）1月 - 有料職業紹介事業の認可取得。
- 2020年（令和2年）
  - 1月 - 山口フィナンシャルグループとの業務提携（西瀬戸パートナーシップ協定）を締結[4]。
  - 3月 - えひめ一次産業応援投資事業有限責任組合を設立。
  - 6月 - 第二地方銀行協会の会長に頭取の西川氏が就任（2021年6月まで）[5]
- 2021年（令和3年）
  - 7月 - 山口フィナンシャルグループと共同出資で株式会社西瀬戸マリンパートナーズを設立[6]。
  - 11月 - セキ株式会社、南海放送株式会社と共同出資で株式会社フレンドシップえひめを設立[7]。
- 2022年（令和4年）4月 - 東京証券取引所プライム市場へ移行
- 2024年‐独自のオープンシステムプラットフォーム「新APプラットフォーム」の稼働を開始。

### 歴代頭取
1943年以降
- 1943～1963年 高橋作一郎
- 1963～1976年 高田周蔵
- 1976～1990年 宮武隆
- 1990～1998年 森信義
- 1998～2004年 一色哲昭
- 2004～2012年 中山紘治郎
- 2012～2018年 本田元広
- 2018年～（現職）西川義教

## 経営理念
- ふるさとの発展に役立つ銀行
- たくましく発展する銀行
- 働きがいのある銀行

## 経営計画
- 2018年4月～2021年3月、第16次中期経営計画（テーマ「変革への挑戦～すべてはお客さまのために～」）。
- 2021年4月～2024年3月、第17次中期経営計画（テーマ「変革への挑戦 2nd stage～地域再起動のプラットフォーマーへ～」）。主要な戦略として「金融プラス１戦略」を掲げる。
- 2024年4月～2027年3月、第18次中期経営計画（テーマ「変革への挑戦 3rd stage」）。2033年度に向けて目指す姿として「お客さまに寄り添い地域の発展に貢献する」を掲げる。

## 最近導入されたサービス
2018年以降
- ひめぎんアプリ
- ビジネスポータル
- 「ダイワファンドラップ」取扱（資産運用関連サービス）
- 通帳・キャッシュカードデザイン
  - 独自のキャラクターは存在していないが、愛媛県のイメージアップキャラクター「みきゃん」や『愛媛新聞』で連載された「でぶ猫ちゃん まる」がキャッシュカードに、愛媛県立とべ動物園のしろくま「ピース」が通帳に採用されている。

- 愛媛銀行SBIマネープラザ（株式会社SBI証券との共同店舗）
- リバースモーゲージ（シニア世代向け住宅ローン）
- ひめぎん寄付型私募債（復興支援型・教育機関寄付型・SDGｓ）
- 法人・個人インターネットバンキングのリニューアル（セキュリティ強化）
- ゆうちょ銀行ATMでの利用手数料無料提携（月間4回まで）
- ひめぎんポイント倶楽部
- SDGs経営立ち上げ支援サービス
- ひめぎんNEOBANK
- ひめぎんクラウドファクタリングpowered by OLTA
- 投資格付け情報センターのセカンドオピニオンを活用した自行評価型のサステナブルファイナンスを取扱[8]
- ひめぎんラップROBO PRO AIラップ（AIを活用した投資一任契約に基づき資産を運用）

## 地方創生・SDGｓ・サステナビリティへの取り組み
2018年以降

### 西日本豪雨災害の復旧・復興支援
- 日本政策金融公庫と合同相談会を開催
- 災害ボランティアの派遣
- 公的相談窓口の周知
- 復興支援型私募債の取扱い
- 西日本広域豪雨復興支援ファンドへ出資
- ひめぎんCSR倶楽部からの助成（吉田町おねり保存会、被災小学校への絵本贈呈等）

など

### 地域活性化への取り組み
- えひめイノベーション起業塾、えひめアグリイノベーション起業塾の開講
- ひめぎん新規事業創出プログラムを開催
- 若手経営者塾「有志竟成の会」を創設
- 四国中央市空家対策への取り組み
- 人手不足対策セミナーの開催
- KPMGジャパンとの事業拡大支援[9]
- 海事産業交流会を開催[10]
- 株式会社クラダシとの連携（八幡浜市・上島町）
- バリシップ2023での講演
- 日本航空（JAL）との連携
- 日本政策金融公庫との連携
- 生分解性チェーンソーオイルを贈呈

など

### SDGs・サステナビリティ
- TCFDへの賛同を公表[11]
- SDGs経営立ち上げ支援サービスを取扱い
- サステナブルファイナンスの取扱い
- 消費者庁による令和3年度消費者志向経営優良事例表彰において消費者庁長官表彰を受賞[12]、令和5年度消費者志向経営優良事例表彰において内閣府特命担当大臣より特別表彰を㈱クラダシと共同受賞
- 環境省の「地域におけるESG金融促進事業委託業務」に取組[13]
- 環境省の「地域脱炭素融資促進利子補給事業」に取組[14]
- GHG排出量削減目標を設定（2013年度比５０％削減→2023年度に達成）
- 太陽石油㈱の再生可能エネルギー100％のEVカーシェア実証へ参加
- 使用電力を再生可能エネルギーへ切り替え（本店ビル、研修所ビル）
- 日本国政府発行「クライメート・トランジション利付国債」へ投資

など

### 人的資本経営
- 「キャリアチャレンジ制度」（戦略的出向、社内副業制度、ジョブチャレンジ制度、資格取得支援制度など７つの施策）
- 退職した元行員が再び就職できる「カムバック採用制度」
- グループ会社㈱ひめぎんソフトにてネパールの高度外国人材の採用（2024年度現在：３名）
- 健康経営優良法人（大規模法人部門）を２０２１年以降4年連続認定

など

## 店舗・ATM
西日本の第二地銀の中では比較的店舗数が多いが、大多数の金融機関と同様、ブランチインブランチによる店舗統廃合を実施しており、実質的な店舗数である拠点数は84拠点。（2024年3月末現在）県外店舗も多く、四国内の高知県・香川県・徳島県の他、瀬戸内海に面する広島県・岡山県・大分県、大都市圏の大阪府・東京都に店舗を持っている。
海外拠点としては、1990年4月には香港駐在員事務所を開設し、唯一の海外拠点であったが1998年10月に閉鎖した。

### 特殊店舗
- 2006年（平成18年） VOCE重信開設（フジグラン重信内のインストアブランチ　土日祝営業・営業時間10：00～18：00）。2022年に店舗統合され現在は営業していない。
- 2008年（平成20年） ネット支店の四国八十八カ所支店開設。なお、同支店の普通預金口座は口座振替ができない。
- 2018年（平成30年） プライベートバンキングステーション開設（ローンセンター松山内）、愛媛銀行SBIマネープラザ開設（大街道支店2階　資産運用商品の専門店舗）
- 2020年（令和2年）　愛媛銀行SBIマネープラザ今治店開設（ときわ支店2階　資産運用商品の専門店舗）
- 2023年（令和5年）　中四国の金融機関で初となるZEB店舗として西条支店を建替え
- 2023年（令和5年）　ひめぎん保険プラザ開設（はなみずき支店内）
- 2024年（令和6年）　プライベートバンキングステーション開設（はなみずき支店内）

### ATM機能
- ATM宝くじサービス：ATMにて数字選択式の宝くじが購入可能で、四国内の銀行では愛媛銀行の他には四国銀行のみの取扱いとなる。

## グループ企業

### 子会社
- 株式会社愛媛ジェーシービー（クレジットカード業務、信用保証業務）
- 株式会社西瀬戸マリンパートナーズ（シップファイナンス支援業務）
- ひめぎんビジネスサービス株式会社（現金等の精査・整理業務、集金業務、ATMの保守管理業務など）
- 株式会社ひめぎんソフト（ソフトウェアの開発、システムの運営・管理など）
- ひめぎんリース株式会社（リース業務、投資業務）
- フレンドシップえひめ（販売支援業務、コンサルティング業務）

### 関連会社
- えひめアグリファンド投資事業有限責任組合（農業法人への投資業務）
- えひめ一次産業応援投資事業有限責任組合（一次産業への投資業務）
- えひめガイヤ成長産業化支援ファンド投資事業有限責任組合（6次産業化企業への投資業務）
- 投資事業有限責任組合えひめベンチャーファンド2013（ベンチャー企業への投資業務）
- せとうちSDGs投資事業有限責任組合（SDGsに取り組む瀬戸内の企業への投資業務）
- 合同会社コラボローン西瀬戸1（船舶に係る金銭債権取得、保有及び処分）
- 合同会社コラボローン西瀬戸2（船舶に係る金銭債権取得、保有及び処分）
- 合同会社コラボローン西瀬戸3（船舶に係る金銭債権取得、保有及び処分）
- 合同会社コラボローン西瀬戸4（船舶に係る金銭債権取得、保有及び処分）

### 出資会社
- にしせと地域共創債権回収株式会社（債権回収）

## 社会貢献活動
- 環境への取組み[17]
- 教育に対する取組み[17]
- 文化・スポーツに対する取組み[17]
  - 愛媛銀行女子陸上部所属の山中選手が2020年東京オリンピック、2022年世界陸上に女子3,000メートル障害の日本代表として出場している。